# Phora nipponica
Phora nipponica är en tvåvingeart som beskrevs av Goto 1986. Phora nipponica ingår i släktet Phora och familjen puckelflugor. Inga underarter finns listade i Catalogue of Life.